# بيتر سكوغ
بيتر سكوغ (11 فبراير 1965 - ) هو لاعب كرة قدم سويدي في مركز الهجوم. لعب مع نادي يورغوردينس وBKV Norrtälje ‏ ونادي سوندبيبارغز ‏.

## وصلات خارجية
- بيتر سكوغ على موقع قاعدة بيانات كرة القدم.إي يو (الإنجليزية)